# Усов Дмитро Костянтинович
Дмитро Костянтинович Усов (нар. 29 грудня 1990, м. Дніпродзержинськ (нині — Кам'янське) Дніпропетровської області, Україна) — український актор театру і кіно.

## Життєпис
Народився 29 грудня 1990 року на Дніпропетровщині.
У 2013 році закінчив Київського національного університету театру, кіно і телебачення ім. Івана Карпенка-Карого. Навчався за спеціальністю «актор драматичного театру і кіно» у творчій майстерні народного артиста України Олега Шаварського.

## Творчість
Ще під час навчання у виші Дмитро Усов у 2009-2010 роках працював у Київському театрі на Печерську.
У 2012 році актор перейшов до Київського академічного театру юного глядача на Липках.

### Ролі в театрі
- 2020 — «Чуваки не святкують, або Ukrainian» Олексія Доричевського за мотивами оповідань Руслана Горового; реж. Максим Голенко — декілька ролей (Театр «Ампулка», м. Харків)[3].
- 2021 — «Золоте теля» за однойменним романом Іллі Ільфа та Євгена Петрова; реж. Максим Голенко — Остап Бендер (Одеський академічний український музично-драматичний театр імені В. Василька)[4]

### Фільмографія
- 2011 — 2013 — Таксі — епізод
- 2012 — Телефон довіри — Філ
- 2012 — Пристрасті за Чапаєм — Єжов, фельдфебель
- 2012 — Дорога в порожнечу — лейтенант
- 2012 — Справа слідчого Нікітіна — оперативник
- 2012 — Повернення Мухтара-8 (37-ма серія «Скарби генерала») — Вася, злодій
- 2013 — 2014 — Сашка — Анатолій
- 2013 — Нюхач — Терентьєв, рядовий
- 2013 — Метелики — Володя, старший сержант
- 2013 — Жіночий лікар-2 (36-та серія «Подарунок для доньки») — Юра
- 2014 — Так далеко, так близько — Мілєхін, лейтенант лінійного відділу поліції
- 2014 — Особиста справа — Пивоваров
- 2014 — Будинок з лілеями — Петруччо, студент
- 2014 — Вітряна жінка — Саша, офіціант
- 2015 — Пес-1 (11-та серія «Артист») — папараці
- 2015 — Клан ювелірів — Борис Кравець в молодості
- 2016 — Центральна лікарня — лікар
- 2016 — Провідниця — Едик, товариш Андрія (4-та серія «Незабутній роман»)
- 2016 — Підкидьки — Ярик, приятель Едика
- 2016 — Співачка — Максим
- 2016 — Не зарікайся — Діма, оператор Марини
- 2016 — На лінії життя — Федя, волонтер
- 2016 — Коли минуле попереду — сержант поліції на автостанції
- 2016 — Громадянин Ніхто — Свічка
- 2017 — Той, хто не спить — стажист
- 2017 — Ментівські війни. Київ (фільми 6 — 9)
- 2017 — Жіночий лікар-3 — Богдан Скалкін, чоловік Лери
- 2017 — Дівчина з персиками — Миша, жених Ганни
- 2017 — Благі наміри — хлопець біля пологового будинку
- 2018 — Тінь кохання — епізод
- 2018 - «Копи на роботі» - Дмитро
- 2018 — Пес-4 (20-а серія «Зникнення») — Стас, охоронець
- 2018 — Опер за викликом (5-а серія «Померти не можна воскреснути») — Бутко
- 2018 — Король Данило — Ярко
- 2018 — Чаклунка
- 2018 — Жити заради кохання — Микита Чех, пацієнт реабілітаційної клініки, колишній підручний Прохора
- 2018 — Ангеліна — епізод
- 2019 — Чужий гріх
- 2019 — Ті тільки вір — Олег (в титрах відсутній)
- 2019 — Від кохання до ненависті — помічник Ліксанова
- 2020 — Найгірша подруга — Дмитро
- 2021 — Теорія зла — Віктор